# Skopska Crna Gora

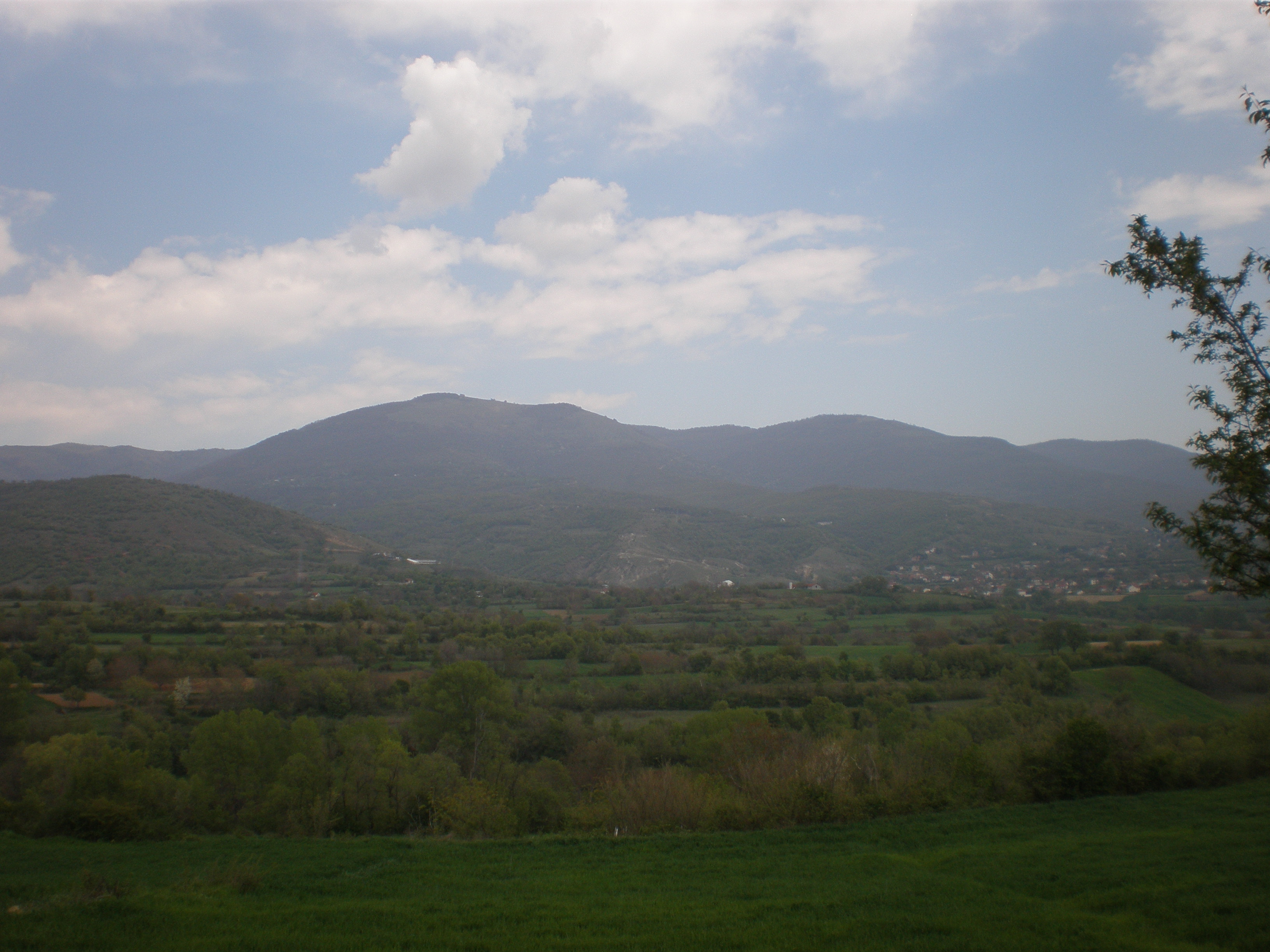
Paisaje

Skopska Crna Gora (albanés, Mali i Zi; macedonio, Скопска Црна Гора; serbio, Skopska Crna Gora) también llamado simplemente Crna Gora, es una cordillera en la frontera entre Kosovo y Macedonia del Norte, entre las ciudades de Kačanik y Skopie.